# Désiré Tsarahazana
Désiré Tsarahazana, né le 13 juin 1954 à Amboangibe, est un cardinal catholique malgache, archevêque de Toamasina depuis 2010. 

## Biographie
Désiré Tsarahazana est né le 13 juin 1954, fils de Régis Tsarahazana et Pauline Lahady. Il a étudié au petit séminaire de Mahajanga de 1970 à 1976. Il a ensuite continué ses études à Antsiranana de 1976 à 1978. Il a poursuivi ses études et sa formation à Antananarivo en parcourant le cycle philosophique et la théologie de 1983 à 1986. Il est ensuite ordonné diacre le 15 août 1985 à Andapa et a reçu l’ordination presbytérale le 28 septembre 1986 à Amboangibe. Il était vicaire à Mananara Nord de 1987-1990 et est devenu par la suite, éducateur au séminaire Saint-Jean à Antsiranana en même temps correspondant diocésain du séminariste du diocèse d’Antsiranana et responsable du séminaire propédeutique. 
Il est nommé évêque de Fenoarivo Atsinanana le 30 octobre 2000 et y a reçu la consécration épiscopale le 18 février 2001. Il est nommé évêque de Toamasina le 14 novembre 2008 pour remplacer l’évêque René Rakotondrabe et a commencé à diriger officiellement le diocèse à partir du 1er février 2009. Le 26 février 2010, il est nommé archevêque de Toamasina et a pris sa nouvelle fonction lors de l’érection du nouveau archidiocèse le 30 mai 2010. Sa devise est « sois vainqueur du mal par le bien » (Rm 12,21). Il est créé cardinal par le pape François le 28 juin 2018.
En tant que président du CEM, le nouveau cardinal ne ménage pas ses mots pour émettre son avis et dénoncer les méfaits face à la situation dans laquelle le pays se trouve. 

## Prises de position

### Vis-à-vis de l'islamisme
En juin 2018, dans un entretien accordé à Ayuda a la Iglesia Necesitada, Désiré Tsarahazana dénonce l'islamisation de Madagascar : « L'augmentation de l'islamisme est palpable. C’est une invasion ! Avec l’argent des pays du Golfe et du Pakistan on achète les gens : il y a des jeunes qui vont étudier en Arabie saoudite et quand ils reviennent à Madagascar, ils exercent les fonctions d’imam. Nous avons organisé une réunion avec les imams pour leur exposer nos préoccupations, et l’un de ces imams était un ancien séminariste. [...] Par exemple, dans le nord, ils donnent de l’argent aux femmes pour qu’elles portent le voile intégral, la burqa, dans les rues, afin de donner de la visibilité à l’expansion de l’islam dans le pays. Et quand la nuit est tombée, les femmes remettent leurs robes normales. [...] Dans mon diocèse, ils construisent des mosquées partout... bien qu’il n'y ait pas suffisamment de musulmans. Il existe un projet qui consiste à construire plus de 2 600 mosquées à Madagascar ».